# بيتر أوتاكا
بيتر أوتاكا (بالإنجليزية: Peter Utaka)‏ (مواليد 12 فبراير 1984) هو لاعب كرة قدم. يلعب مع منتخب نيجيريا لكرة القدم منذ عام 2010.

## وصلات خارجية
- بيتر أوتاكا على موقع رابطة كرة القدم اليابانية للمحترفين (اليابانية)
- بيتر أوتاكا على موقع قاعدة بيانات كرة القدم.إي يو (الإنجليزية)
- بيتر أوتاكا على موقع ناشيونال فوتبول تيمز (الإنجليزية)
- بيتر أوتاكا على موقع Soccerway.com (الإنجليزية)
- بيتر أوتاكا على موقع عالم كرة القدم.نت (الإنجليزية)
- بيتر أوتاكا على موقع كووورة

- National Football Teams